# Emmesomia bilineata
Emmesomia bilineata là một loài bướm đêm trong họ Geometridae.